# Двойник (повесть Достоевского)
«Двойни́к» — повесть Фёдора Михайловича Достоевского, написанная в 1845—1846 годах и впервые опубликованная 1 февраля 1846 года во втором номере журнала «Отечественные записки» с подзаголовком «Приключения господина Голядкина».

## История создания
Замысел повести и начало её написания относятся к 1845 году, когда автор закончил работу над «Бедными людьми». В основу образа Голядкина, по некоторым сведениям, были положены отдельные черты характера писателя Якова Буткова.
Ещё до окончания «Двойника» Достоевский зачитывал отдельные главы на вечере кружка Белинского, где они имели большой успех. Повесть понравилась Тургеневу, сам же Белинский был от неё в восторге. Однако после появления полного текста повесть вызвала в кругу Белинского разочарование, и это заставило автора переоценить её. Отрицательные отзывы побудили Достоевского уже в октябре 1846 года думать о переработке повести, что удалось ему лишь в 1866 году: вначале помешал арест по делу Петрашевского и последовавшая ссылка; после этого работа над новым вариантом «Двойника» многократно откладывалась.
24 января 1846 года цензура разрешила печатать повесть. Впервые опубликована в 1846 году во втором номере журнала «Отечественные записки» с подзаголовком «Приключения господина Голядкина».

## Главные герои
Титулярный советник Яков Петрович Голядкин — мелкий одинокий чиновник, страшится окружающих и ощущает презрение сослуживцев, его желание «быть признанным» заканчивается конфузом. Основным прототипом Голядкина называется писатель Яков Петрович Бутков.

## Сюжет

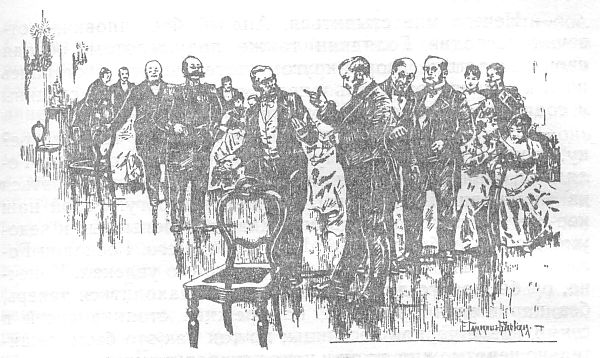
Иллюстрация Елены Самокиш-Судковской. 1895 год.

Проснувшись ноябрьским утром в небольшой петербургской квартире, титулярный советник Яков Петрович Голядкин целый день изображает хлопоты. Сначала отправляется к доктору Крестьяну Ивановичу Рутеншпицу, у которого сбивчиво называет себя человеком смиренным, незатейливым. Голядкина возмущает, что про него ходят слухи, что он обещал жениться на немке Каролине Ивановне. Он отказывается от лечения и обещает продолжать принимать ранее выписанные лекарства. Весь день Голядкин бессмысленно перемещается по городу. Ближе к вечеру едет к статскому советнику Олсуфию Ивановичу Берендееву на обед и бал в честь дня рождения его дочери Клары Олсуфьевны, но его не пускают. Голядкина возмущает, что племянник его начальника Андрея Филипповича намерен свататься к Кларе Олсуфьевне. Яков Петрович пробирается с чёрного хода и тайком проникает в танцевальный зал, откуда его после ряда неловких и оскорбительных действий выдворяют на улицу.
Снежной ночью Голядкин в беспамятстве бежит от всех и несколько раз по пути встречает прохожего, напоминающего его самого. Преследуя незнакомца, Голядкин возвращается в свою квартиру, где обнаруживает, что это был другой господин Голядкин, его двойник. На следующий день оказывается, что этого двойника зовут также Яков Петрович Голядкин, и его приняли на службу в то же отделение. Новый Голядкин объясняется с Голядкиным-старшим у него в квартире, после чего тот проникается к нему симпатией. Уже на следующий день поведение Голядкина-младшего меняется. Пытаясь выслужиться перед начальством, он выдаёт работу настоящего Голядкина за свою, после чего на глазах у других чиновников оскорбляет Голядкина-старшего и исчезает, не давая Голядкину шанса протестовать и объясниться. Попытка написать новому Голядкину письмо с требованием объясниться оказывается безуспешной: он просит слугу разузнать адрес титулярного советника Голядкина, но слуга сообщает ему лишь его собственный адрес.
На следующий день Голядкин просыпается только в час дня, опаздывая на службу. Возле отделения через писаря передаёт письмо Голядкину-младшему, но только в сумерках сам заходит в отделение. Сослуживцы с оскорбительным любопытством смотрят на него. Попытка объясниться с новым Голядкиным в кофейной тоже оказывается безуспешной. Голядкин-старший находит в кармане письмо, утром переданное писарем, в котором Клара Олсуфьевна просит спасти и увезти её, назначив Голядкину свидание в два часа ночи. Яков Петрович едет к его превосходительству, просит защиты от врагов, и его дело обещают рассмотреть, после чего выпроваживают. Голядкин отправляется к Берендееву ждать сигнала Клары Олсуфьевны. Якова Петровича замечают в тени возле дома и заводят в комнату, где все сочувственно на него смотрят. В комнате появляется Крестьян Иванович и увозит Якова Петровича с собой. Герой с ужасом замечает, что это не прежний, а другой, ужасный Крестьян Иванович: «Увы! Он это давно уже предчувствовал!».

## Отзывы и рецензии
Прочтение нескольких первых глав самим Достоевским на вечере у Белинского в начале декабря 1845 года оставило положительное впечатление у собравшихся. Достоевский по этому поводу вспоминал: «Белинский настоял, чтоб я прочел у него хоть две-три главы этой повести… На вечере, помню, был Иван Сергеевич Тургенев, прослушал лишь половину того, что я прочел, похвалил и уехал, очень куда-то спешил. Три или четыре главы, которые я прочел, понравились Белинскому чрезвычайно». Дмитрий Григорович также подтвердил, что Белинский «местами не мог скрыть своего восхищения», обращая внимание окружающих на то, что подобные психологические тонкости мог показать только Достоевский. Павел Анненков упоминал, что Белинскому понравилась оригинальная тема повести. Симпатизирующий Достоевскому Белинский в рецензии на «Петербургский сборник» называл «Двойника» произведением, которым «для многих было бы славно и блистательно даже и закончить своё литературное поприще».
Однако, после публикации повести целиком 1 февраля 1846 года во втором номере журнала «Отечественные записки» мнение в кругу Белинского изменилось. Повесть вызвала разочарование. Критики назвали произведение скучным и чрезмерно растянутым. По этому поводу Достоевский писал брату: «Белинский и все мною недовольны за Голядкина… Но что всего комичнее, так это то, что все сердятся на меня за растянутость и все до одного читают напропалую и перечитывают напропалую… Идея о том, что я обманул ожидания и испортил вещь, которая могла бы быть великим делом, убивала меня. Мне Голядкин опротивел». Тем не менее, отражая негативные отзывы на повесть, Белинский в феврале и марте 1846 года повторил изначальную положительную оценку произведения. Растянутость критик объяснял «богатством» и «чрезмерной плодовитостью» молодого и неопытного автора, обладающего несомненным огромным талантом. Язык и понятия главного героя списывал на особенности авторской манеры Достоевского, а чрезмерные повторы и схожесть речи персонажей, по мнению Белинского, не помешают прочитать его полностью.
С резко негативной оценкой повести выступила патриотическая и славянофильская критика 1840-х годов. В своём отзыве, опубликованном 28 февраля в газете «Северная пчела», Леопольд Брант назвал данное произведение многословным, «бесконечно растянутым» и «смертельно утомительным» изложением скучных приключений его главного героя. Критик отметил отсутствие глубины в произведении и абсолютно несмешные промахи Голядкина, которые таковыми пытался выставить автор. В «Москвитянине» был опубликован негативный отзыв Степана Шевырёва, в котором литературный критик возмутился чрезмерным сходством с творчеством Гоголя и сравнил «Двойника» со «скучным кошмаром после жирного ужина». Тем не менее, Шевырёв отметил у Достоевского «талант наблюдателя» и наличие в произведении идеи о власти «амбиции» над человеком. Константин Аксаков в «Московском литературном и ученом сборнике на 1847 год» назвал Достоевского явным подражателем Гоголя, перешедшим грань между подражанием и заимствованием. По мнению критика, у автора подобной повести нет «поэтического таланта». Аполлон Григорьев увидел в повести крайнюю степень изображения «мелочной личности», за что он осуждал авторов «натуральной школы» 1840-х годов. В марте 1847 года в газете «Московский городской листок» критик назвал «Двойника» сочинением «патологическим, терапевтическим, но нисколько не литературным», отметив чрезмерную погруженность автора в жизнь чиновников. В отзыве в «Журнале Министерства народного просвещения» разговоры персонажей «Двойника» были названы «нетерпимыми для круга образованных читателей».
В ответ на негативные отзывы Белинский во «Взгляде на русскую литературу 1846 года» снова повторил свою мысль об огромном таланте Достоевского, его значительном художественном мастерстве, «бездне ума и истины» в «Двойнике». Отсутствие успеха в публике критик объяснял неумением писателя грамотно распоряжаться своим талантом. По мнению Белинского, повесть нужно было сократить хотя бы на треть, уменьшив при этом её «фантастический колорит». Валериан Майков в статье «Нечто о русской литературе в 1846 году» в журнале «Отечественные записки» высоко оценил социальную и нравственно-психологическую проблематику повести, изображающей «анатомию души, гибнущей от сознания разрозненности частных интересов в благоустроенном обществе». Именно разрозненностью, по мнению критика, вызваны страхи Голядкина и его чувство социальной незащищенности. Майков положительно оценил способность Достоевского проникать в человеческую душу.
После Белинского и Майкова критики не возвращались к повести, так как последующие произведения раннего Достоевского не вызывали острой полемики. В дальнейшем при жизни писателя к «Двойнику» обратился только Добролюбов в 1861 году в статье «Забитые люди», написанной после выхода первого собрания сочинений писателя. Повесть была достаточно подробно рассмотрена, хотя и не вошла в собрание сочинений. Центральной темой произведения критик назвал «раздвоение слабого, бесхарактерного и необразованного человека между робкою прямотою действий и платоническим стремлением к интриге», а сумасшествие персонажа — протестом против унижающей и обезличивающей его действительности. К недочетам Добролюбов отнёс недостаточное развитие темы: «При хорошей обработке из г. Голядкина могло бы выйти не исключительное, странное существо, а тип, многие черты которого нашлись бы во многих из нас».

## Влияние литературы на повесть
Как и в других ранних произведениях Достоевского, в «Двойнике» заметно влияние творчества Николая Гоголя, в особенности, его «Петербургских повестей». Оно прослеживается уже в именах отдельных персонажей, таких как Петрушка или Каролина Ивановна; в создании имён со скрытым значением: фамилия Голядкина образована от слова «голь», обозначающее нищету, фамилия княжны Чевчехановой специально сделана писателем неблагозвучной.
Сюжет произведения, равно как и его основные темы (безумие и двойничество) в значительной мере восходят к «Запискам сумасшедшего» и «Носу». Однако автор «Двойника» далек от эпигонского подражания. Продолжая гоголевскую традицию, он «старался соединить крайний гротескный натурализм с интенсивной эмоциональностью». Как указывал К. В. Мочульский, «Достоевский углубляется в психологию безумца, в генезис болезни и процесс её развития. Из фантастического гротеска своего учителя он делает психологическую повесть».
В отдельных сценах повести также обнаруживается связь с другими произведениями Гоголя. Так, диалог Голядкина с Петрушкой отсылает к пьесе «Женитьба», а бал у Берендеева к «Мёртвым душам». Главный герой повести своим поведением и привычками напоминает гоголевских чиновников. Свои знания об окружающем мире Яков Петрович также извлекает из журнала «Библиотека для чтения» Осипа Сенковского и «Северной пчелы» Фаддея Булгарина. При этом Достоевский, вслед за Гоголем, одновременно изображает духовный мир своего героя и делает сатирические выпады в сторону Сенковского и Булгарина.
В отличие от произведений Гоголя, повесть Достоевского отличается более динамичным сюжетом, причем действие развивается  как в реальном Петербурге, так и в возбужденном воображении главного героя.
Темы обезличения человека в чиновничьем мире и двойничества могли быть навеяны Достоевскому романом Эрнста Гофмана «Эликсиры сатаны» . Среди русских писателей первой половины XIX века тему двойничества, помимо Гоголя, затрагивали Антоний Погорельский (в сборнике 1828 года «Двойник, или Мои вечера в Малороссии») и Александр Вельтман, в романе «Сердце и думка» 1838 года.
Трагическое сочетание «человек-ветошка» в «Двойнике», относящееся к судьбе забитого и униженного человека и появившееся у Достоевского ещё в «Бедных людях», по мнению Фридлендера, могло появиться из романа Ивана Лажечникова «Ледяной дом», где так был назван один из персонажей. Достоевский высоко ценил как сам роман, так и его автора.

## Проблематика
Проблематика повести непосредственно связана с идеями социалистов-утопистов 1830—1840-х годов. В произведении Достоевский затрагивает вопрос ненормальности обособления и разобщения людей, критикует необеспеченное и шаткое положение личности в мире, стремится обнаружить деформирующее влияние общества на человека. Душевное расстройство главного героя является следствием социальных проблем в окружающем его обществе, в котором «схема человеческих ценностей заменена табелью о рангах. Все чиновники похожи друг на друга, и значение их определяется не внутренне, их достоинством, а внешне, положением, должностью. Отношения между людьми механизированы и сами люди превращены в вещи».

## Художественные особенности

### Двойничество
Помимо влияния произведений русских и зарубежных авторов, причиной разработки темы двойничества могли оказаться и собственные переживания Достоевского, которые он испытывал с детства: слуховые галлюцинации, страхи, видения.
В дальнейшем двойники возникают в произведениях Достоевского. Это, например, Раскольников — Лужин — Свидригайлов в «Преступлении и наказании» или Иван — Смердяков — черт в «Братьях Карамазовых».

## Влияние и адаптации
Мотивы повести получили развитие в литературе второй половины ХIХ и XX в. («Рассказ № 2» Андрея Белого, романы «Отчаяние» и «Лолита» В. Набокова, в одном из интервью назвавшего «Двойник» «лучшей вещью Достоевского»). Роберт Стивенсон, автор знаменитой повести о двойничестве «Странная история доктора Джекила и мистера Хайда», открыто восхищался Достоевским и подражал ему. Бернардо Бертолуччи использовал отдельные мотивы «Двойника» в фильме 1968 года «Партнёр». Влияние повести Достоевского признаёт также Скотт Козар, сценарист кинофильма «Машинист».
В 1965 году на экраны вышел югославский фильм Враг (серб. Непријатељ) режиссёра Живоина Павловича по мотивам повести «Двойник». В 1973 году вышел телефильм венгерского режиссёра Ласло Немере «Двойник» (Hasonmás) по мотивам повести.
В СССР повесть экранизировалась только в виде телеспектакля режиссёра Юрия Маляцкого в 1989 году. Впоследствии «Радио России» подготовило аудиокнигу, где сильно сокращённый текст повести читает Сергей Гармаш. В 1997 году режиссёр Роман Полански приступил к экранизации повести, но проект пришлось свернуть после того, как съёмочную площадку покинул исполнитель главной роли — Джон Траволта.
7 сентября 2013 года в мировой прокат вышел фильм Ричарда Айоади «Двойник», снятый по мотивам повести. Главную роль в нём исполнил Джесси Айзенберг.